# Rechtskundig Weekblad
Het Rechtskundig Weekblad is een Vlaams juridisch tijdschrift dat sinds 1931 wekelijks verschijnt. De jaargangen volgen het gerechtelijk jaar en de paginering is in kolommen.

## Geschiedenis
Het tijdschrift werd opgericht in Antwerpen tijdens de strijd voor de vernederlandsing van het gerecht. Enkele maanden eerder had Hendrik Marck een wetsvoorstel neergelegd dat in 1935 zou leiden tot de Taalwet gerechtszaken. Het Rechtskundig Weekblad richtte zich naar het Franstalige Journal des Tribunaux, dat jurisprudentie afdrukte en becommentarieerde. Ondanks de aanvankelijk wat stroeve stijl en suboptimale inhoud, waren er na enkele weken al 800 abonnees. Het blad droeg zeker bij aan zijn doel om in België tot een Nederlandse rechtspraak en rechtswetenschap te komen.
Drijvende kracht van bij de aanvang was algemeen secretaris René Victor. Tijdens de Tweede Wereldoorlog werd de publicatie stopgezet. Na de bevrijding groeide het Rechtskundig Weekblad door naar 4000 abonnees. In zijn kolommen werd geijverd voor het vastleggen van de taalgrens en voor de oprichting van een Hof van Beroep in Antwerpen, gerealiseerd in respectievelijk 1962 en 1970. Vanaf dan werd het Rechtskundig Weekblad steeds meer een klassiek vaktijdschrift.